# 権炳魯
権 炳魯（クォン・ビョンノ、朝鮮語: 권병노または권병로/權炳魯、1903年5月14日 - 1988年5月11日）は、大韓民国の医師、政治家。制憲・第2代韓国国会議員。
本貫は安東権氏。号は荷汀（ハジョン、하정）。キリスト教の長老。

## 経歴
慶尚北道義城郡出身。私立ケシン学校、大邱啓聖中学校卒業。普成専門学校（高麗大学校）2年修了（中退）。医師免許試験合格後は医師を務め、故郷の義城で信新医院を開業した。光復後は大韓独立促成国民会幹部を務めた。1948年の初代総選挙と1950年の第2代総選挙で当選し、1952年に国会食糧対策委員会組織者・委員を務め、その後自由党員となった。政界引退後はまた故郷で医師として病院を運営し、1955年に義城郡丹北面にサムソン中学校を設立した。1972年、制憲同志会のメンバーとして10月維新を支持する声明を発表した。
1988年5月11日、義城郡多仁面の自宅で老衰により死去。享年88。

## 賞勲
国民勲章無窮花章（1969年）